# Lars Øyno
Lars Øyno, né en 1955, est un acteur et dramaturge norvégien.

## Biographie
Lars Øyno a étudié à la Statens Teaterhøgskole (no) de 1981 à 1984, puis a travaillé en tant qu'acteur au Trøndelag Teater entre 1984 et 1992. De 1992 à 2009, il est acteur indépendant.
Il vit désormais à Oslo et dirige le Grusomhetens Teater, un théâtre underground faisant partie de la Hausmania,.
Øyno a entre autres joué le rôle de Knut Hamsun dans le long-métrage Gåten Knut Hamsun (no) ; il a représenté 22 pièces de théâtre et en a écrit 10.

## Filmographie
- 1991 : For dagene er onde
- 1992 : Flaggermusvinger
- 1993 : Fortuna
- 1996 : Gåten Knut Hamsun
- 2001 : Aldri mer hverdag
- 2003 : Radioballetten: The Radio Ballet
- 2007 : La Nouvelle vie de Monsieur Horten
- 2011 : In the Last Moment

## Au théâtre
- 2009 : Siste sang, Grusomhetens Teater
- 2007 : Teateret & Vitenskapen, Grusomhetens Teater
- 2006 : Den stygge andungen, Grusomhetens Teater
- 2004 : Thomasevangeliet, Grusomhetens Teater
- 2002 : Peer Gynt, Grusomhetens Teater
- 2001 : Alaska, Black Box Teater (no)
- 1995 : Veien til himmelen, Det norske teater (no)